# Улица Костина (Астрахань)
У́лица Ко́стина — улица в историческом районе Адмиралтейская коса в центральной части Астрахани. Начинается от набережной Приволжского Затона и идёт с востока на запад в сторону Волги параллельно проспекту Губернатора Анатолия Гужвина. Пересекает Ярославскую и Рабочую улицы и улицу Сен-Симона и заканчивается у улицы Бабёфа.
Улица и окружающая её территория являются частью охраняемого памятника градостроительства регионального значения «Адмиралтейская коса». Преимущественно застроена малоэтажными домами дореволюционного и раннесоветского периодов, в том числе памятниками архитектуры.

## История
До революции улица называлась Таможенной, в 1920 году получила название 2-я Контрольная. В 1957 году была переименована вновь и получила своё современное название в честь Андрея Петровича Костина, одного из организаторов и руководителей первых рабочих забастовок в Астрахани.

## Застройка
- дом 17/2 —  памятник архитектуры Дом жилой (1891 г.)

## Транспорт
По улице Костина движения общественного транспорта нет. Ближайшие остановки маршрутных такси «Лебединое озеро» и «Школа № 45» находятся на набережной Приволжского затона и улице Сен-Симона соответственно.